# Eustomias multifilis
Eustomias multifilis es una especie de pez de la familia Stomiidae en el orden de los Stomiiformes.

## Morfología
• Los machos pueden llegar alcanzar los 14,5 cm de longitud total.

## Hábitat
Es un pez de mar de aguas  templadas que vive hasta 1.000 m de profundidad.

## Distribución geográfica
Es un endemismo de Australia.